# Butaris
Butaris ist der Markenname für ein in Deutschland erhältliches Butterschmalz. Inhaber der Marke ist die  DDF Dairy Fine Food GmbH, ein Gemeinschaftsunternehmen der Bayernland eG in Nürnberg und der Uelzena eG in Uelzen. Neben Bayernland und Uelzena wird Butaris auch von der A. Saumweber GmbH in München hergestellt. 

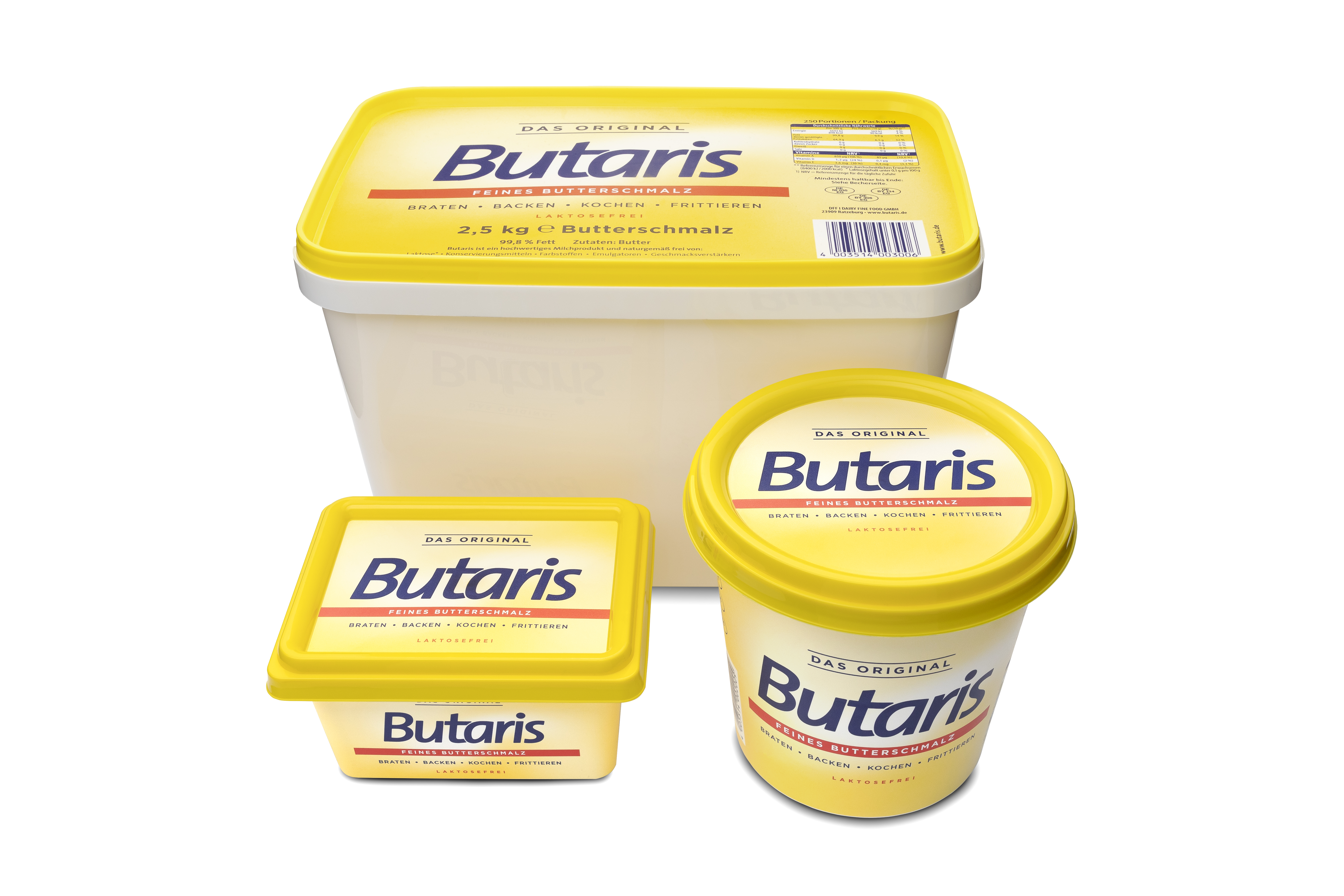
Butaris Butterschmalz

## Geschichte
Die Subventionierung von Butter durch die Europäische Wirtschaftsgemeinschaft (EWG) führte seit Ende der 1970er Jahre bis 2007 zu einer anhaltenden Überproduktion, dem sogenannten Butterberg. Um Produktionsvolumen und Lagerbestände zu verringern, beschloss die EWG-Kommission daher 1978 im Rahmen der Verordnung (EWG) Nr. 649/78 erstmals eine Verbilligungsaktion für Butter zur Herstellung von Butterschmalz. Sämtliche Eigenmarken wurden zugunsten der neuen Marke Butaris für verbilligtes Butterschmalz eingestellt. Aufgrund der Subventionierung konnte Butterschmalz zu einem niedrigeren Preis als Butter angeboten werden, was es zu einer wettbewerbsfähigen Alternative zu Butter und zu pflanzlichen Fetten wie Margarine machte. In den ersten drei Jahren nach der Markteinführung – von 1978 bis 1981 – stieg der Absatz von Butterschmalz von 1.968 t auf 4.119 t pro Jahr. Seit 2008 steht für Butterschmalz keine verbilligte Butter mehr zur Verfügung.

## Herstellung
Der Markenname Butaris leitet sich vom Herstellungsprozess ab. Zunächst wird die Grundzutat Butter bei 50 °C langsam zum Schmelzen gebracht. Anschließend werden das enthaltene Wasser sowie Milcheiweiß durch Zentrifugieren entfernt. Durch erneutes Erhitzen auf 100 °C im Vakuumkessel werden die noch verbliebenen Wasseranteile verdampft. Zurück bleibt das reine Butterfett, das filtriert und auf 15 °C heruntergekühlt wird.

## Haltbarkeit und Verwendung
Butaris hält sich im Kühlschrank bis zu 15 Monate und selbst bei Zimmertemperatur bis zu sechs Monate und damit deutlich länger als Butter. Butterschmalz hat einen hohen Rauchpunkt und lässt sich daher stärker erhitzen als die meisten anderen tierischen oder pflanzlichen Fette. Es eignet sich zum Braten sowie Frittieren und aufgrund seiner charakteristischen Butternote auch zum Backen, Kochen und Verfeinern von Speisen.

## Zusammensetzung und Nährwerte
100 g (≈898 kcal) Butaris enthalten 99,8 g Fett (davon 62,6 g gesättigte Fettsäuren), 0,2 g Eiweiß und Wasser, ca. 0,85 mg Vitamin A, 1,2 µg Vitamin D, 3,6 mg Vitamin E, 200 µg Carotin.